# Phyllobius parvulus
Phyllobius parvulus — вид долгоносиков-скосарей из подсемейства Entiminae.

## Описание
Жук длиной 3,5-4 мм. Окраска чаще всего зелёная, редко бывает серая; однотонная. Усики и ноги желтоватые. Брюшко в волосовидных чешуйках, которые имеют зелёный отлив. Передние и средние голени на наружном крае с лезвиеобразным кантом, более или менее широкие от основания, от которого они не уже, чем на середине. У самцов переднеспинка более выпуклая на боках, ноги толще, чем у самок.